# María del Carmen Gómez Muntané
María del Carmen Gómez Muntané (Barcelona, 20 de juliol de 1949) és una musicòloga catalana especialitzada en la música medieval i del primer Renaixement.
Es va formar al Conservatori Superior de Música del Liceu de Barcelona. Posteriorment, va estudiar Filosofia i Lletres a la Universitat de Barcelona, on es va doctorar el 1979, i musicologia a Göttingen, sota el mestratge d'Ursula Günther, durant els anys 1981 a 1983. Va ingressar a la Universitat Autònoma de Barcelona el 1985, on va guanyar la cátedra de Música Antiga el 1997. Ha estat professora visitant a la Universitat de Princeton durant els anys 1989 i 1990, a la Universitat Autònoma de Madrid entre 1997 i 2009, i a la Universitat del Nord de Texas el 1996. És membre de The Academy of Europe i professora emèrita de la UAB des de 2019.
Com a especialista de temes musicals medievals de Catalunya, ha publicat un gran nombre d'articles en la premsa especialitzada i llibres com La música en la Casa Real Catalano-Aragonesa, 1336-1442 (1979) –per la qual havia obtingut el Premio Nacional de Musicología–, La música medieval a Catalunya (1983/3ed. 1998), Manuscrito M971 de la Biblioteca de Catalunya. Misa de Barcelona (1989), El Canto de la Sibila. Cataluña y Baleares (1997), La música medieval en España (2001), El Cancionero de Uppsala (2003/Reed. 2023), Mateo Flecha, c.1481-1553?. Los Villancicos (2013), La Sibila. Sonido. Imagen. Liturgia. Escena (2015), El Llibre Vermell: cantos y danzas de fines del medioevo (2017) i El Juicio Final. Sonido. Imagen. Liturgia. Escena (2017).